# Fab lab

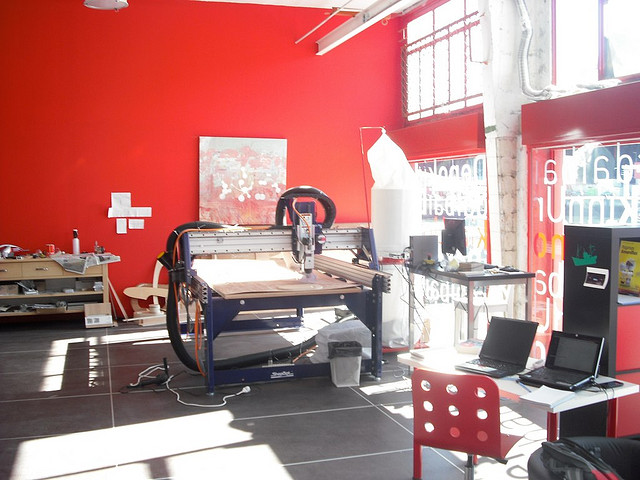
Denokinn Fab lab en Bermeo, España

Un Fab lab (acrónimo del inglés Fabrication Laboratory) es un taller de fabricación digital de uso personal, es decir, un espacio de producción de objetos físicos a escala personal o local que agrupa máquinas controladas por ordenadores. Su particularidad reside en su tamaño y en su fuerte vinculación con la sociedad más que con la industria.

## Historia
El concepto de Fab lab aparece al principio del año 2001 en el Center for Bits and Atoms (CBA) del Massachusetts Institute of Technology (MIT) cuyo director era ya en esa época Neil Gershenfeld. Nace de una colaboración entre el Grassroots Invention Group y el CBA, en el seno del Media Lab del MIT, cuyas investigaciones giran en torno a la relación entre el contenido de la información y su representación física y al empoderamiento de las comunidades gracias a una tecnología de base.
En el marco del desarrollo de sus investigaciones, el CBA recibe una financiación del National Science Foundation (NSF) para adquirir máquinas capaces de “construirlo casi todo”. El Fab lab nace como una manera de justificar esa financiación, “haciendo lo que se hacía en el MIT, en lugar de solamente hablar de ello”. En 2002, emergen los primeros Fab labs en India, Costa Rica, Noruega, Boston y Ghana, siendo una unidad de producción a escala local.

## Características
Según la definición de la Fab Foundation, un Fab lab se define de la siguiente manera:
- Misión: los fab labs son una red global de laboratorios locales que favorecen la creatividad proporcionando a los individuos herramientas de fabricación digital.
- Acceso: cualquier persona puede usar el Fab lab para fabricar casi cualquier cosa (que no haga daño a nadie); debe aprender a hacerlo por sí solo y debe compartir el uso del laboratorio con otros usuarios.
- Educación: la enseñanza en el Fab Lab se basa sobre proyectos en progreso y aprendizaje entre pares; los usuarios deben contribuir a la documentación y a la instrucción.
- Responsabilidad: los usuarios son responsables de :

1. seguridad: saber trabajar sin hacer daño a las personas ni a las máquinas
2. limpieza: dejar el laboratorio más limpio aún que antes de usarlo
3. operaciones: contribuir al mantenimiento, a la reparación, y al seguimiento de las herramientas, de las necesidades y de los incidentes.
4. confidencialidad: los diseños y los procesos desarrollados en los Fab labs deben quedarse accesibles al uso individual aunque la propiedad intelectual pueda ser protegida según elección del usuario.
5. negocio: actividades comerciales pueden incubarse en los Fab labs pero no pueden entrar en conflicto con el acceso abierto; deberían crecer más allá del laboratorio en lugar de dentro; se espera que esos negocios beneficien a los inventores, laboratorios y redes que han contribuido a su éxito.

## Equipamiento
Las máquinas que suele reunir un fab lab son:

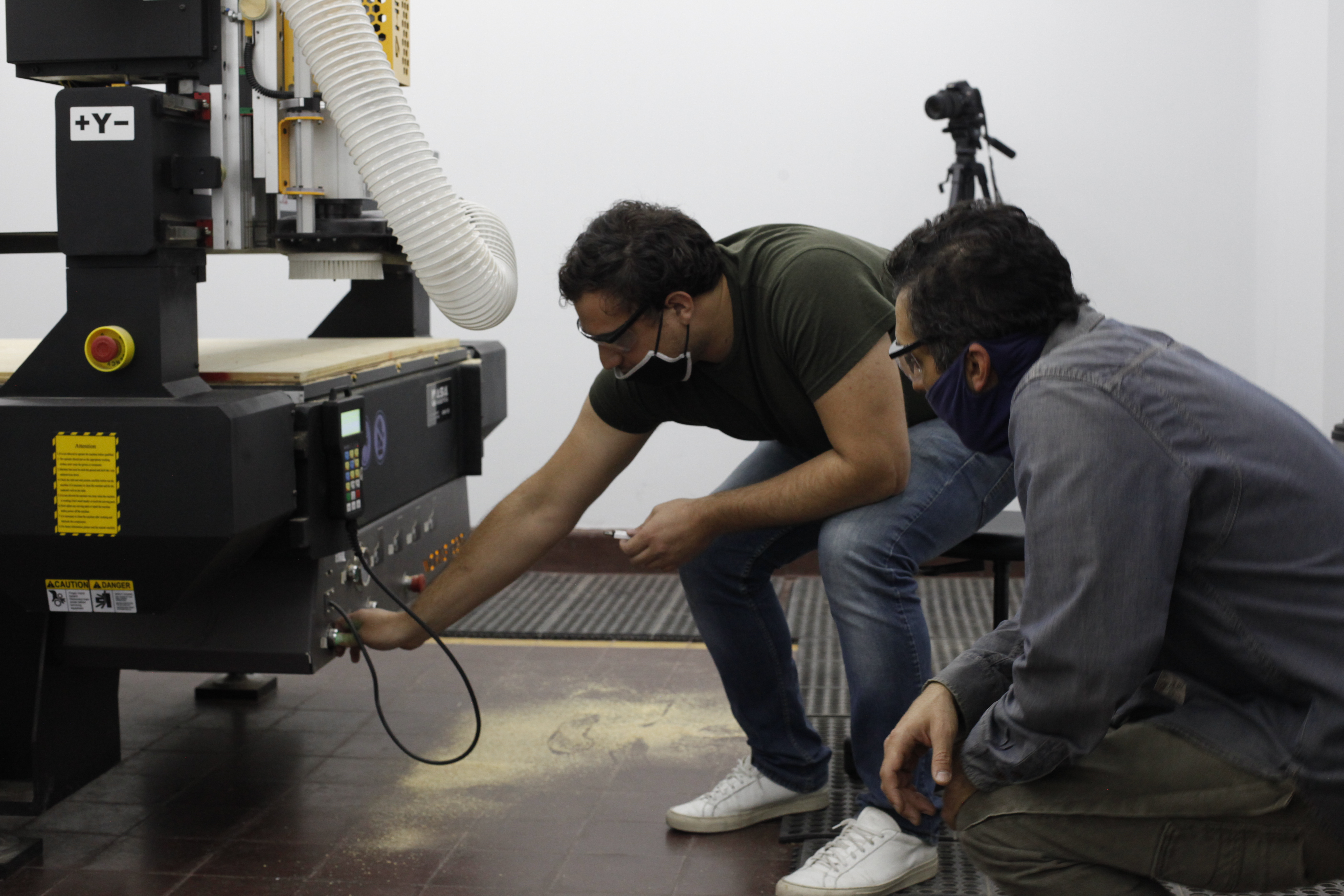
Corte de material utilizando maquinaría CNC en el FAB LABNL.

- La más importante de todas: un prototipador rápido, tipo RepRap, que es típicamente una impresora 3D de plástico o partes de yeso.
- Una cortadora láser controlada por ordenador para ensamblar estructuras 3D a partir de partes 2D
- Una fresadora para hacer piezas medianas de muebles y de casas
- Una cortadora de vinilo para fabricar circuitos flexibles y antenas
- Una fresadora de precisión para hacer moldes tridimensionales
- Herramientas de programación para procesadores de bajo coste

## Funcionamiento
Los Fab labs son unos espacios de experimentación en el campo de la producción que se integran dentro de los contextos locales donde se sitúan. Por lo tanto, existe una gran diversidad entre los objetivos, proyectos y realizaciones, modelos de negocio y articulaciones locales según cada Fab lab.
Algunos se dirigen explícitamente a artistas y cruzan la fabricación digital a las experiencias y ambientes de los hackerspaces, cuando otros se orientan a la solución de problemas sociales y de salud; algunos se financian de forma pública, otros buscan los modelos de negocios que les sostendrán.
Los proyectos que han sido desarrollados en los Fab labs incluyen turbinas solares e hidráulicas, ordenadores y redes de datos wireless (cliente ligero), instrumentos de análisis para la agricultura y la salud, casas personalizadas, máquinas de prototipado rápido y muchos otros.

## FabFi
Uno de los proyectos más grandes llevadas a cabo por los Fab lab incluyen comunidades gratuitas de redes inalámbricas FabFi en Afganistán, Kenia y EE. UU. La primera ciudad a escala de red FabFi, creada en Jalalabad, Afganistán, se ha mantenido activo en el lugar durante tres años bajo supervisión de la comunidad y sin ningún mantenimiento especial. El FabFi en Kenia, a partir de esa experiencia, comenzó a experimentar con el control de la calidad del servicio y ofrecer servicios de valor añadido por medio de cuotas, para desarrollar un servicio de red sin costos elevados.

## Formación
En 1998, Neil Gershenfeld propone el curso llamado How To Make (almost) Anything en el cual explica como manejar cada máquina que compone un Fab lab. Esta clase sigue dándose en 2018. En 2004, elabora otro curso, How To Make Something That Makes (almost) Anything, más orientado a la fabricación personal, en el cual aborda los conceptos de fabricación digital y Hardware libre, aunque la parte más amplia del curso esté dedicada a la máquinas y aspectos técnicos. Desde 2009, en el modelo de este curso, la Fab Academy propone una formación a distancia que permite completar y profundizar los recursos educativos accesibles en los Fab labs locales y certificar técnicamente a las personas que lo han seguido.

## Consecuencias
Los laboratorios de fabricación digital abren el camino a la fabricación personal y a la individualización de la producción. Por lo tanto provocan una relocalización de la producción a escala media o individual.
Desplazan asimismo el objeto de la transacción, ya que la escasez de capacidad a construir el objeto físico desaparece, hacia el diseño y/o los servicios añadidos. Los servicios anexos de tipo transporte, aduanas... pueden también verse afectados.
Socialmente permite empoderar muy fácilmente las personas de manera a que se apropien técnicas de producción y puedan solucionar problemas reales de su vida cotidiana o sencillamente producir algo que no existe o que desean producir.

## Red internacional
Hoy en día, se estima que existen 1168 Fab labs oficiales en el mundo.

### América del Norte
- EUA, mobile fab lab: CBA
- EUA, California, San Diego: Fab Lab San Diego
- EUA, California, Palo Alto: Stanford Learning FabLab
- EUA, Illinois, Urbana-Champaign: Champaign-Urbana Community Fab Lab
- EUA, Illinois, Chicago: Museum of Science and Industry
- EUA, Maryland: The Community College of Baltimore County
- EUA, Massachusetts, Boston: South End Technology Center
- EUA, Míchigan, Benton Harbor: Lake Michigan College
- EUA, Míchigan, Detroit: Incite Focus FabLab
- EUA, Míchigan, Detroit: Mt. Elliott Makerspace
- EUA, Míchigan, Flint: Mott Community College Fab Lab
- EUA, Minnesota, White Bear Lake: Century Community and Technical College
- EUA, New York, South Bronx: Sustainable South Bronx
- EUA, Ohio, East Cleveland: MC2STEM High School, Great Lakes Science Center
- EUA, Ohio, East Cleveland: MC2STEM High School, GE Nela Park
- EUA, Ohio, Elyria: Lorain County Community College
- EUA, Ohio: Mobile fab lab, Cleveland STEM Schools
- EUA, Rhode Island, Providence: AS220
- EUA, Wisconsin, Appleton: Fox Valley Technical College
- EUA, Wisconsin, Menomonie: University of Wisconsin-Stout

### América Latina

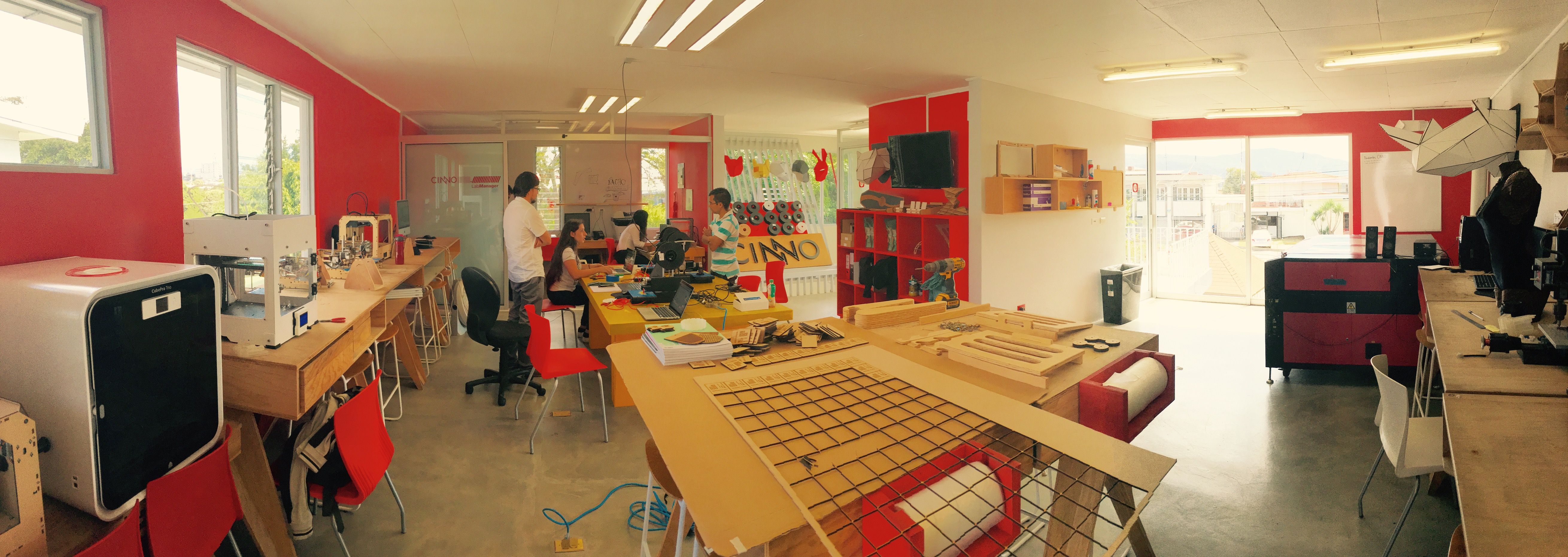
CINNO - Fab Lab VERITAS

- Argentina, Vicente Lopez, Buenos Aires: FabLab Vicente Lopez. Municipalidad de Vicente Lopez (GRATUITO) https://mvl.edu.ar/establecimientos/fab-lab/
- Argentina, Ciudad de Córdoba: Fundación FabLab Córdoba
- Argentina, Ciudad de Buenos Aires:
- Argentina, Bariloche: Fab Lab Brc
- Argentina, Fab Lab Design Club
- Bolivia: Fab Lab Bolivia
- Chile, Santiago: CIE DuocUC, Laboratorio de Fabricación Digital CIE, Duoc UC[8]
- Chile, Santiago: Digital Fab Lab UChile, Facultad de Ciencias Físicas y Matemáticas, Universidad de Chile[9]
- Chile, Santiago: Fab Lab CL[10]
- Chile, Santiago: Fab Lab Santiago Sur Inacap, Sede Santiago Sur, Macul, Inacap[11]
- Chile, Santiago: Fab Lab Sinestesia[12]
- Chile, Santiago: FABHAUS UC, Laboratorio Fabricación Digital en Campus Lo Contador, Pontificia Universidad Católica de Chile[13]
- Chile, Santiago: Fab Lab UAI, Escuela de Diseño, Universidad Adolfo Ibáñez[14]
- Chile, Santiago: Fab Lab USM, Campus San Joaquín, Universidad Técnica Federico Santa María[15]
- Chile, Valparaíso: Fab-Lab UV - Chile, Universidad de Valparaíso[16]
- Chile, Los Lagos: Fab Lab Christa McAuliffe, Sede Puerto Montt. Escuela de Ingeniería Civil Industrial, Universidad Austral de Chile[17]
- Chile, Puerto Williams: Fab Lab Austral[18]
- Colombia, Cali: FabLab Cali - Facultad de Ingeniería, Universidad Autónoma de Occidente
- Colombia, Manizales: Aula STEM Fab Lab - DAMA, Universidad Nacional de Colombia - sede Manizales
- Colombia, Pereira: Fablab Pereira - Facultad de Tecnologías, Tecnología Mecánica, Universidad Tecnológica de Pereira.
- Colombia, Medellín: Fab Lab Medellín
- Colombia, Fab Lab Unal Medellín - Facultad de Arquitectura, Universidad Nacional de Colombia - sede Medellín
- Costa Rica: Fab Lab Kä Träre - Universidad Estatal a Distancia UNED
- Costa Rica: Fab Lab VERITAS - Centro de Investigación para Innovación de la Universidad VERITAS, Instituto Tecnológico de Costa Rica
- México, Monterrey: Fab Lab Monterrey, Universidad de Monterrey.
- México, Nuevo León: FAB LABNL, LABNL Lab Cultural Ciudadano, Secretaría de Cultura de Nuevo León.
- México, D.F.: Fab Lab Ciudad de México, Escuela de Arquitectura, Universidad Anáhuac Norte.
- México, Puebla: Fab Lab Puebla, Universidad Iberoamericana Puebla.
- México, Jalisco: Fab Lab Guadalajara, Centro Cultural Universitario, Universidad de Guadalajara
- México, Jalisco: Fab Lab Jalisco, Escuela Preparatoria No. 20 UDG.
- México, Chihuahua: Fab Lab Chihuahua, Laboratorio de Manufactura Avanzada Fablab Chihuahua,
- México, Chihuahua: Fab Lab Juárez, Technology Hub ,
- México, Yucatán: Fab Lab Yucatán - Hub de Innovación, Diseño y Fabricación Digital
- México, Quintana Roo: Fab Lab Maya - Laboratorio de Fabricación Digital y Taller de Alta Especialización
- México, Querétaro: Fab Lab Querétaro, Escuela de Arquitectura, Universidad Anáhuac Querétaro.
- Paraguay, Asunción: Fab Lab Universitario CIDi, Universidad Nacional de Asunción
- Panamá, Panamá: Fab Lab EcoStudio, Ciudad Del Saber
- Panamá, Panamá: Fab Lab Mecamaker, Condado del Rey.
- Perú, Lima: Sala VEO, Pontificia Universidad Católica del Perú
- Perú, Lima: Fab Lab UNI, Universidad Nacional de Ingeniería
- Perú, Lima: Fab Lab Lima, Museo Metropolitano de Lima
- Perú, Lima: Fab Lab Tecsup, Instituto Tecnológico Superior
- Perú, Lima: Fab Lab ESAN, Universidad ESAN
- Perú, Tarapoto: Fab Lab UPeU, Universidad Peruana Unión
- Perú, Huancayo: Fab Lab U. Continental, Universidad Continental
- Ecuador, Quito: Fab Lab Ecuador
- Ecuador, Cuenca: Fab Lab de la Universidad Católica de Cuenca
- Ecuador, Quito: Bacteria Labs UIO
- Ecuador, Guayaquil: Asiri.ec
- Ecuador, Urcuquí: Fab Lab YACHAY

### África
- Sudáfrica, Bloemfontein: Central University of Technology
- Sudáfrica, Ciudad del Cabo: Cape Craft and Design Institute
- Sudáfrica, Kimberley, Northern Cape Higher Education Institute
- Sudáfrica, Potchefstroom: North West University
- Sudáfrica, Soshanguve: BMW community center
- Ghana, Sekondi-Takoradi: Takoradi Technical Institute
- Kenia, Kisumu: ARO FabLab Kenya West
- Kenia, Nairobi: Universidad de Nairobi.

### Asia
- Afganistán, Jalalabad: Fab Lab Afganistán
- India, Ahmedabad: National Innovation Foundation
- India, Delhi: Netaji Subhas Institute of Technology
- India, Kanpur: Indian Institute of Technology
- India, Pabal: Vigyan Ashram
- India, Pune: College of Engineering
- India, Pune: Suman Ramesh Tulsiani Technical Campus - Faculty of Engineering
- Indonesia, Yogyakarta: HONFablab Indonesia
- Japón, Kamakura: Fab lab Kamakura
- Japón, Hiroya Tanaka Laboratory, Keio University Shonan Fujisawa Campus: Fab lab SFC

### Europa

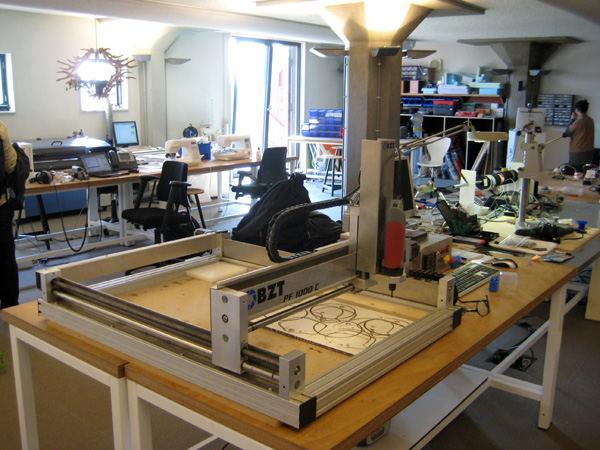
Ámsterdam Fab Lab en Waag Society

- España, Tenerife: FabLab ULL, Universidad de La Laguna
- España, Vigo: Asociación Tecnolóxica A Industriosa,
- España, Málaga: Promálaga UrbanLab,
- España, Madrid: FAB LAB UE,
- España, Madrid: FabLab Madrid CEU,
- España, Alicante: Fab Lab Alicante, Universidad de Alicante
- España, Amposta: Fab Lab Terres de l'Ebre, Ayuntamiento de Amposta
- España, Asturias: FabLab Gijón
- España, Asturias: fabLAB Asturias LABoral Centro de Arte y Creación Industrial
- España, Barcelona: Fab Lab Barcelona en el Institute for Advanced Architecture of Catalonia,
- España, Barcelona, Parque de Collserola: Green Fab lab
- España, Bilbao:  Deusto Fablab (Universidad de Deusto)
- España, Burgos: FabLab Burgos,
- España, Cuenca: FabLab Cuenca
- España, Granada: FabLab Granada
- España, León: Fab Lab León
- España, Ponferrada: Fab Lab Ponferrada EstacionArte
- España, La Rioja: Agro FabLab Daroca de Rioja
- España, Sevilla:Fab Lab Sevilla
- España, Toledo:Fab Lab Toledo
- España, Valencia: Fab Lab Vlc Universidad Politécnica de Valencia
- España, Talavera de la Reina:Fab Lab Talavera
- España, Lérida:Fab Lab Lleida
- Alemania, Aquisgrán: RWTH FabLab
- Finlandia, Oulu: Fab Lab Oulu
- Francia, Lyon: YouFactory, Usine Collaborative
- Francia, Rennes: Le LabFab francophone de Rennes
- Francia, Toulouse: Artilect Fab Lab
- Francia, Paris: Le Petit FabLab de Paris
- Islandia, Akranes: Fab Lab Akranes, Innovation Center Iceland
- Islandia, Sauðárkrókur: FabLab Sauðárkrókur, Innovation Center Iceland
- Islandia, Vestmannaeyjar: Fab Lab Vestmannaeyjar, Innovation Center Iceland
- Noruega, Hoylandet: Hoylandet Kommune
- Noruega, Lyngen: Solvik Gard
- Países Bajos, Ámsterdam: Waag Society
- Países Bajos, Amersfoort: FabLab Amersfoort
- Países Bajos, Arnhem: FabLab Arnhem
- Países Bajos, Groningen: FabLab Groningen
- Países Bajos, La Haya: CabFab
- Países Bajos, Utrecht: ProtoSpace
- Portugal, Sacavem: Fab lab EDP
- Reino Unido, Manchester: Manufacturing Institute FabLab
- Suiza, Lucerna: FabLab Switzerland

Su extensión geográfica es amplia y sigue desarrollándose. Además otros espacios de experimentación y de fabricación digital existen aunque no pertenecen a la lista de los Fab labs oficiales que la Fab Foundation reconoce.